# Thelotrema scabrosum
Thelotrema scabrosum är en lavart som beskrevs av Hale 1974. Thelotrema scabrosum ingår i släktet Thelotrema och familjen Thelotremataceae.   Inga underarter finns listade i Catalogue of Life.